# Leonhard von Bonhorst

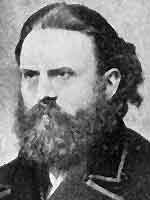
Leonhard von Bonhorst, Auszug aus dem Kettenbild (1870)

Leonhard von Bonhorst (* 20. Juni 1840 in Kaub; † 30. April 1915 in Ravensburg) war Mitglied der frühen sozialdemokratischen Bewegung und spielte nach dem Eisenacher Kongress als hauptamtlicher (angestellter) Sekretär des ersten Ausschusses der Social-demokratischen Arbeiter-Partei, der von Samuel Spier (Wolfenbüttel) und Wilhelm Bracke (Braunschweig) geführt wurde, eine wichtige Rolle. Nach der sogenannten Lötzener Kettenaffäre während des preußisch-französischen Krieges, einem Hochverratsprozess, der sich nach der Reichsgründung zum ersten großen Sozialistenprozessen im neugegründeten Reich entwickelte und 18 Monate dauerte, zog er sich aus der Politik zurück.

## Leben

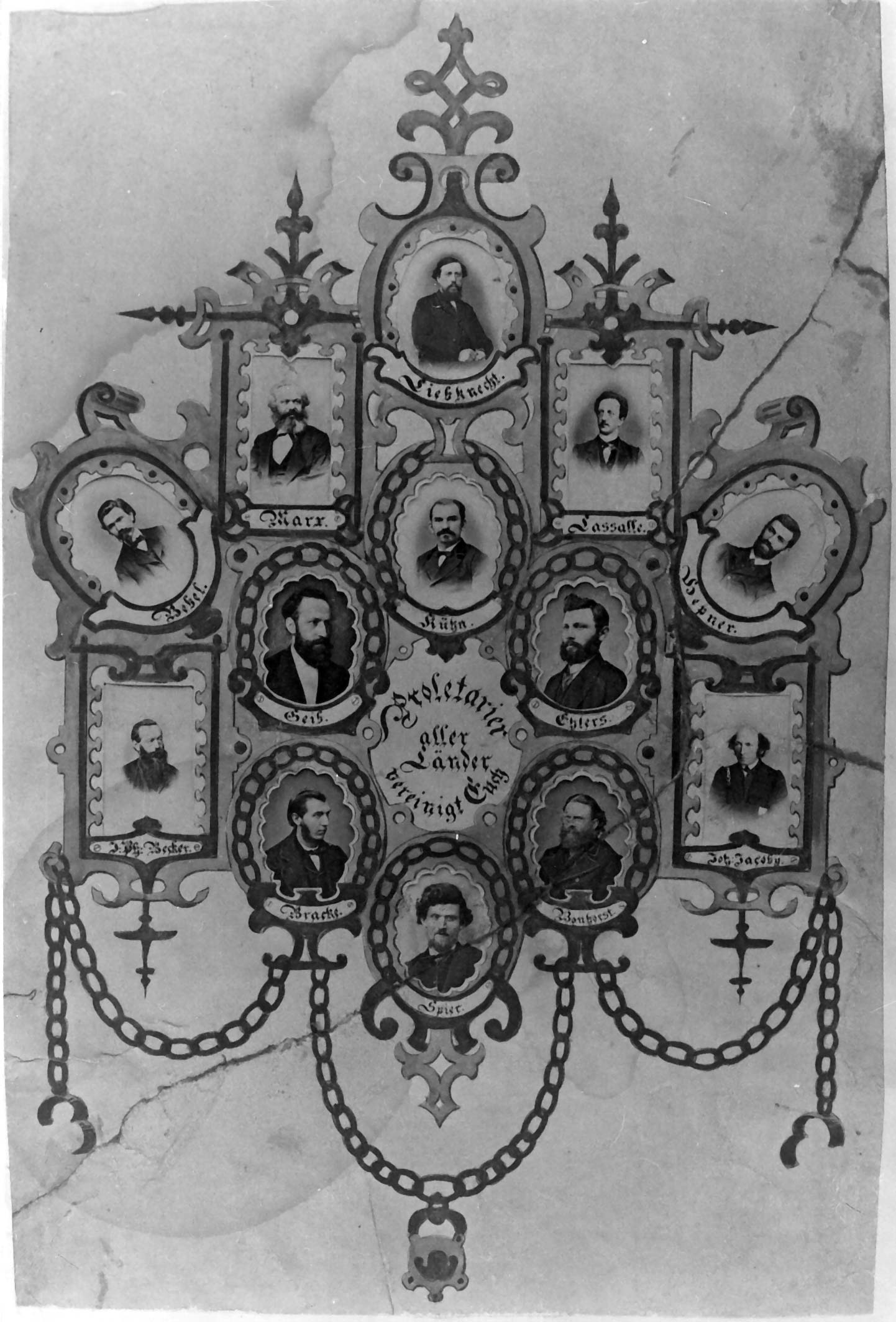
Das Kettenbild zeigt Bonhorst mit anderen Akteuren der frühen sozialdemokratischen Partei. Das Bild wurde von Wilhelm Bracke mit seinem 1872 gedruckten Buch über die Lötzener Kettenaffäre in Umlauf gebracht.

Bonhorst war der Sohn von Franz von Bonhorst, eines im Dienste Nassaus stehenden Offiziers. Er selbst war von Beruf Maschinenbautechniker und Konstrukteur. Seit Mitte der 1860er Jahre gab er in Kaub polytechnische Kurse für Maschinenbauer. Er betrieb auch eine Maschinenagentur und handelte mit Schmelztiegeln aber auch mit Federbetten und anderen Gütern für den Bedarf von Handwerkern. Des Weiteren fertigte er technische Zeichnungen an und baute Maschinen- und Architekturmodelle.
Seit den 1860er Jahren war er im Arbeiterbildungsverein von Wiesbaden aktiv und versuchte diesen in eine sozialdemokratische Richtung zu lenken. Im Frühjahr 1867 trat er in Verbindung mit dem Zentralkomitee der IAA in Genf.
Er hatte sich an der Gründung von Produktivgenossenschaften beteiligt und sein eigenes Geschäft mit in die Finanzierung einbezogen. Schon 1868/69 war die Genossenschaft insolvent und Bonhorst hat sein gesamtes Vermögen verloren. Im Anschluss hat er seine gesamte Existenz der Politik und der Arbeiterbewegung gewidmet.
Er war maßgeblich für den Zusammenschluss der Arbeitervereine von Frankfurt am Main, Wiesbaden, Offenbach am Main und Biebrich zum Mittelrheinischen Arbeiterbund verantwortlich. Er kam in Kontakt mit einer schon existierenden ADAV Gruppe und wurde kurze Zeit später Bevollmächtigter des ADAV in Wiesbaden. Er unternahm 1869 ausgedehnte Agitationsreisen im mittel- und süddeutschen Raum. Im selben Jahr war er am erfolgreichen Streik der Schneidergesellen in Wiesbaden beteiligt. Um die von ihm, der ja mittlerweile ohne Berufseinkommen war, gemachten Ausgaben gab es immer wieder Streit mit der Parteiführung. Hinzu kamen unterschiedliche Vorstellungen über die Parteiorganisation.
Auch aus diesen Gründen schloss er sich den „ADAV-Rebellen“ um Spier und Bracke an, die am 22. Juni 1869 bei einem Treffen in Magdeburg zusammen mit Julius Bremer und Theodor Yorck, sowie den Führern der Sächsischen Volkspartei, Wilhelm Liebknecht und August Bebel, die wenige Wochen später in Eisenach erfolgte Gründung der Social-demokratischen Arbeiter Partei vorbereitet hatten. Bonhorst war damit einer der Mitinitiatoren der neuen Parteigründung und nahm am Eisenacher Kongress teil.
Im selben Jahr (1869) wurde in Wiesbaden ein Ortsverein der Partei gegründet. Bonhorsts SDAP-Gesinnungsgenossen blieben im Rhein-Main-Gebiet aber in der Minderheit, da bis zur Vereinigung 1875 dort der ADAV weiter dominierte.
Im Herbst 1869 zog er nach Braunschweig und wurde dort der erste und einzige hauptamtliche Sekretär der neuen Partei. Im Gegensatz zu allen anderen führenden Mitgliedern der Partei, die ehrenamtlich tätig waren, wurde Bonhorst wegen seiner Mittellosigkeit aufgrund seines früheren Einsatzes für die Sache der Arbeiter nun bezahlt. Außerdem war das Parteibüro zugleich seine Wohnung. Er hatte allerdings wegen seiner Neigung zu Eigenmächtigkeiten und radikalen Ansichten keine Vollmacht. In der Regel war es Samuel Spier, der abends die Korrespondenz begutachtete, bevor sie abgeschickt wurde. Die Entlohnung war aus Bonhorsts Sicht jedoch gering und wohl auch unregelmäßig, denn zeitweise arbeitete er noch als Buchhalter in der Firma von Wilhelm Bracke, dem Kassier des Parteivorstandes und neben Samuel Spier der führende Kopf. Offiziell gab es weitere Ausschussmitglieder wie etwa den nach außen zeitweise offiziellen ersten Vorsitzenden Karl Kühn, einen Leipziger Schneidergesellen, und Heinrich Ehlers, einen Freund Brackes, von denen jedoch nichts weiter bekannt ist, da sie nie in Erscheinung traten.
Auf der anderen Seite unternahm Bonhorst als Parteisekretär Agitationsreisen wie zum Beispiel nach Magdeburg und veranlasste dadurch auch August Bebel und Theodor Yorck zu ähnlichen Reisen, obwohl diese einen bürgerlichen Beruf nachgingen. Dagegen ging der hauptamtliche Parteisekretär Bonhorst zu dieser Zeit völlig im Parteileben auf.
Als Agitator kannte er keine Kompromisse und war ein Scharfmacher. Dadurch geriet er schnell ins Visier der Obrigkeit, was ihn vor allem auf Distanz zu Spier brachte, der sich im Gegensatz zu ihm nie radikal äußerte und auch mit zahlreichen Liberalen freundschaftlich verkehrte. Seit dem Frühjahr 1870 wurde Bonhorst mehrfach während laufender Versammlungen verhaftet. Während des Deutsch-Französischen Krieges erließ der Braunschweiger Ausschuss nach der Schlacht von Sedan ein Manifest gegen die Fortsetzung des Krieges, gegen die Annexion von Elsaß-Lothringen und für einen ehrenvollen Frieden mit Frankreich. Das Manifest war im Wesentlichen von Bonhorst im Sinne von Karl Marx entworfen worden, der seine ursprüngliche Meinung („Die Franzosen brauchen Prügel“) nach der Gefangennahme von Napoléon III. geändert hatte. Es wurde von Bracke und Spier mitgetragen, obwohl vor allem Spier nicht alle Formulierungen gelungen fand.
Fünf Tage später wurden Bonhorst und alle Ausschussmitglieder verhaftet, und in Ketten geschlossen auf die Festung Boyen bei Lötzen in Ostpreußen  verschleppt. Die sogenannte „Lötzener Kettenaffäre“ dauerte eineinhalb Jahre, Bracke und Spier wurden monatelang in Lötzen ohne Anklage festgehalten, während Bonhorst als Preuße bereits am 26. Oktober auf königlichen Befehl freikam, und als „Offizier“ in der zweiten Wagenklasse auf Staatskosten nach Hause fahren durfte. Auch er kam jedoch Anfang 1871 erneut in Haft und war einer der Angeklagten im Braunschweiger Hochverratsprozess, dem ersten Sozialistenprozeß im neugegründeten Deutschen Reich. Bonhorst, Bracke und Spier wurden zunächst zu jeweils mehr als einem Jahr Gefängnis verurteilt. Diese Strafen wurden jedoch nach einem Revisionsverfahren erheblich reduziert. Wegen eines trotz des gegenteiligen Drucks von Bismarck nur mit Mühe gefundenen, vergleichsweise lächerlichen Verstoßes gegen das Vereinsgesetz (Vereine und Parteien durften nicht zugleich auch Mitglied in der IAA sein) erhielten Bonhorst und Bracke je drei, Spier zwei Monate Gefängnis, die durch die längere Untersuchungshaft abgegolten waren. Entschädigungen gab es nicht.
Mit dem Ende der Lötzener Kettenaffäre Anfang 1872 gab es den Braunschweiger Ausschuß nicht mehr, die Partei konnte oder wollte Bonhorst keine neue bezahlte hauptamtliche Tätigkeit mehr bieten. Er zog sich nach seiner Freilassung aus der Politik zurück.